# 불가리아 제2제국
불가리아 제2제국(영어: Second Bulgarian Empire), 또는 불가리아 제2차르국(불가리아어: Второ българско царство 브토로 차르스트보 벌가리야)은 1185년부터 1396년까지 중세 불가리아에 존속했던 왕조이다. 수도는 터르노보에 있었다. 불가리아 제2제국은 불가리아 제1제국의 계승자였으며, 차르 칼로얀과 이반 아센 2세의 시대에 전성기를 맞았다.
1241년까지 불가리아 제2제국은 발칸 반도 내에서 지배적인 영향력을 발휘했다. 비잔티움 제국은 몇차례의 중요한 전투에서 패배하였으며, 1205년 차르 칼로얀은 새로 세워진 라틴 제국을 아드리아노폴리스 전투에서 격파하였다. 그의 조카인 이반 아센 2세는 에페이로스 공국에 승리하였고 불가리아는 다시 한번 지역 강국이 되었다. 하지만 13세기 후반에 이르러 제국은 몽골 제국, 비잔티움 제국, 헝가리, 세르비아의 끊임없는 침략과 내부 불안과 반란으로 쇠퇴하였다. 14세기 후반 제국이 몇몇 독립적인 국가로 분열된 후(터르노보 왕국, 비딘 왕국, 도브루자 공국), 이 국가들은 오스만 제국에 정복당했다.
비잔티움 제국의 강력한 영향력에도 불구하고 불가리아 예술가들과 건축가들은 그들 고유의 양식을 만들어 내기 위해 노력했다. 14세기 불가리아는 문학과 예술이 번영하였으며 많은 수의 불가리아인들은 문자를 읽을 수 있었다.

## 국명
현재 가장 일반적으로 사용되는 용어는 '불가리아'이다. 차르 칼로얀의 시기 동안은 때때로 불가리아인과 왈라키아인의 국가로 불렸다. 교황 인노켄티우스 3세와 라틴 제국의 황제 앙리와 같은 외국인들은 공식적인 편지에서 '불가리아' 혹은 '불가리아 제국'으로 언급했다. 근대 역사가들은 이 국가를 '제 2차 불가리아 제국(Second Bulgarian Empire)' 등의 이름으로 불렀고, 그 외에도 '불가리아-왈라키아 제국', '루마니아-불가리아 제국'(주로 루마니아 역사가들에 의해) 등의 용어가 사용되었다.

## 역사

### 등장
1차 불가리아 제국은 1018년 비잔티움 제국의 바실레이오스 2세에게 멸망하였고, 불가리아는 비잔티움 제국의 속주가 되었다. 불가리아에는 테마 제도가 실시되었고, 고위 귀족과 성직자들의 특권이 보장되었다. 하지만 바실레이오스 2세 사후 후계자들의 시대에 불가리아에는 압정이 가해졌다. 불가리아 정교회의 오흐리드 수좌주교구는 콘스탄티노플의 총대주교구에 종속되었고, 대주교 자리는 그리스인들이 차지하였고, 불가리아인들이 뽑히는 것은 불가능해졌다. 또한 불가리아 귀족들과 차르의 친척들은 비잔티움 제국의 직위를 받고 아시아 지역으로 이주당했다. 하지만 불가리아인들은 비잔티움 제국에 완전히 통합되지 않았다. 1041년, 1072년, 1080년에 연달아 봉기가 일어났으나 이 봉기는 모두 진압되었다.
1040년 미카일 4세에 의해 시행된 재정 개혁으로 불가리아의 농민들에게는 금전으로 세금이 부과되었고, 테마 제도가 프로노이아 제도로 변화하면서 농민들은 영주의 착취에 시달리게 되었다. 12세기 후반 마누일 1세 콤니노스 사후 안드로니코스 1세를 시작으로 일련의 무능한 황제들이 등장하면서 비잔티움 제국의 발칸 지배는 약화되기 시작하였다. 1185년 토도르 페터르와 아센 형제가 비잔티움 제국의 지배에 대항하는 봉기를 일으켰고, 페터르는 자신을 차르 페터르 4세로 칭하면서 제 1차 불가리아 제국의 계승자임을 선언했다. 불가리아의 해방 운동은 모에시아 지방-현재의 왈라키아 지방과 겹친다-에서 기원하여 왈라키아인들의 전폭적인 지지를 받았고, 도나우강 건너편의 쿠만족들도 일부 참여하였다.

#### 1185년에서 1197년까지의 전쟁
1180년 시칠리아 왕국이 비잔티움 제국을 공격해오자 불가리아에는 증세와 징병 강화가 실시되었고, 이사키오스 2세의 결혼 즈음에 특별세가 부과되기까지 하였다. 1185년 터르노보의 귀족인 토도르 페터르와 아센 형제가 세금의 경감과 프로노이아를 요구하였으나 이사키오스 2세는 거절하였다. 1185년 여름 살로니카의 성 디미터르의 이콘이 터르노보에서 발견되었고, 아센 형제는 성 디미터르가 불가리아를 돕기 위해 살로니카를 포기했다고 선언하면서 거병하였다. 이는 불가리아 민중들에게 광범위한 영향을 미쳤고, 비잔티움 제국의 지배에 불만을 품고 있던 많은 사람들이 참가하였다. 아센과 페터르는 국가의 계승성을 강조하기 위해 제 1차 불가리아 제국의 수도였던 프레슬라프를 공격했고, 1185년 가을과 1186년 봄 사이에 바르나를 제외한 불가리아 북부는 해방되었다.
그러자 1186년 여름 비잔티움 제국의 황제 이사키오스 2세는 직접 발칸산맥을 넘어 모에시아를 침공했다. 아센 형제는 도나우 강 북쪽으로 후퇴했고, 이사키오스 2세는 반란이 종식되었다고 판단하여 콘스탄티노폴리스로 돌아갔다. 하지만 아센 형제는 쿠만족 용병대를 이끌고 돌아왔고 전쟁은 남부 트라키아, 로도피, 마케도니아까지 확산되었다. 유능한 장군이었던 아센은 많은 수의 비잔틴 군대를 신속하게 쳐부수고 끊임없이 공격했다. 1187년 로베치에서의 3달간의 포위가 실패한 뒤, 비잔티움 제국은 휴전을 요청했다. 이로써 불가리아의 독립은 사실상 승인되었으며 아센 형제의 막내 동생인 칼로얀이 인질로 콘스탄티노폴리스에 보내졌다.
1189년 제3차 십자군이 일어나자 불가리아는 비잔티움과 적대하는 신성 로마 제국의 황제 프리드리히 1세에게 40,000명의 군대를 지원하는 대신 불가리아가 차지한 영토 보전과 황제 칭호 부여를 요구했다. 프리드리히 1세는 응답하지 않았고 프리드리히 1세가 비잔티움 령을 통과한 1190년 비잔틴 군은 터르노보 원정을 실시하였다. 하지만 비잔틴 군은 천연의 요새인 터르노보를 함락시키지 못하였으며, 쿠만족 원군이 도착했다는 소식을 듣자 철수하였다. 추격에 나선 불가리아군은 트랴브나에서 대승을 거두었으며, 이사키오스 2세는 황제의 관과 옷을 버려두고 간신히 탈출했다. 같은 해 페터르는 아센에게 제위를 물려주고 자신은 프레슬라프를 중심으로 불가리아 북동부와 도브루자 지역을 통치했다.
불가리아는 이후 발칸산맥 이남의 비잔티움 제국령까지 정복하였고, 1193년에는 스레데츠(소피아)를 회복하였다. 또한 헝가리와의 전투에서 승리하면서 오랫동안 헝가리령이었던 베오그라드와 브라니체보를 탈환하였다. 또한 1194년 아르카디오폴리스에서 비잔티움 제국에 중요한 승리를 거두었다. 하지만 아센의 중앙 집권적 정책에 귀족들의 반발이 커지고 있었다. 1196년 불가리아는 세레스에서 비잔티움에 승리를 거두었으나, 아센이 비잔티움 제국의 사주를 받은 자신의 사촌 이반코에게 암살당하고 말았다. 이반코는 왕위를 찬탈하고 비잔티움 제국에 지원을 요청하였으나, 비잔티움 제국에서 파견한 군대는 도중에 반란을 일으켜 불가리아에 들어가는 것을 거부하였다. 이반코는 페터르에게 포위당하였기 때문에 수도에 머물러 있을 수 없었고, 결국 비잔티움 제국으로 도망쳐 플로프디프의 영주가 되었다. 하지만 불과 1년 후 귀족들의 반발로 페터르가 암살당하고, 왕위는 그의 막내 동생인 칼로얀이 콘스탄티노폴리스를 탈출하여 계승하였다.

### 전성기
부활한 불가리아는 흑해에서 도나우 강, 발칸 산맥과 동부 마케도니아와 모라바 계곡을 포괄하는 영토를 가졌고, 왈라키아와 몰다비아에 영향력을 미쳤다. 불가리아의 가장 성공적인 두 군주인 칼로얀과 이반 아센 2세의 시대에 불가리아는 상당한 군사력과 경제력을 바탕으로 지역 강국으로 떠올랐다. 1204년에서 1261년까지의 라틴 제국 시대에, 불가리아 국민들과 종교 지도자들은 수도 터르노보에 동방 정교회의 전통을 보존한 많은 종교적 유물들을 보유한 자신들을 비잔티움 제국의 정통 후계자로 여겼다.

#### 칼로얀(1197~1207)
형들에 이어 차르가 된 칼로얀은 국내 귀족들에게 엄격한 조치를 취하여 정권을 안정시켰으며, 마케도니아와 로도피 산맥의 통치관에 임명되었던 이반코와 동맹을 맺었다. 칼로얀은 1201년 북부 불가리아 최후의 비잔티움 제국령이었던 바르나를 정복하였고, 1202년에는 비잔티움 제국과 화약을 체결하여 불가리아가 점령한 지역의 획득을 정식으로 승인받았다 또한 1203년 불가리아 국내의 혼란을 틈타 잠시 헝가리가 점령하였던 베오그라드와 브라니체보를 다시 탈환하고 헝가리인을 추방하였다.
차르 칼로얀은 불가리아의 국제적 지위를 안정시키기 위하여 로마 교황과의 관계를 강화하였고, 1199년부터 교황 인노켄티우스 3세와 교섭을 시작하였다. [1202년부터 활발해진 협상은 1204년 로마의 사절인 추기경 레오가 칼로얀을 불가리아의 왕(Rex)로 선포하였으나, 칼로얀은 황제의 칭호가 수여된 것으로 간주하고 자신을 '불가리아인과 왈라키아인의 차르'로 선포하였다. 같은 해 불가리아가 로마 교회의 권위를 인정하는 협정을 맺어 헝가리와의 전쟁도 종식되었으나, 협정 체결 후 불가리아가 로마 교회에 간섭받는 것은 전혀 없었고 불가리아 교회는 실질적으로 동방 정교회에 속했다.
1204년 제4차 십자군이 콘스탄티노폴리스를 점령하고 라틴 제국을 건국한 뒤, 라틴 제국의 보두앵 1세가 불가리아인을 예속민으로 선언하자 교황 인노켄티우스 3세는 라틴 제국과 불가리아의 대립을 중재하려 했지만 실패로 돌아갔다. 라틴 제국이 트라키아 북동부를 침공하자 트라키아에 피신해 있던 비잔틴 귀족들은 비잔티움 제국의 제위를 조건으로 불가리아에 보호를 요청하였다. 이에 불가리아는 트라키아의 반란을 선동하고 필리포폴리스(현재의 플로프디프)와 아드리아노폴리스(현재의 에디르네)를 점령하였다. 1205년 그는 아드리아노폴리스 전투에서 라틴 제국군에 결정적인 패배를 안겼고 보두앵 1세는 포로로 사로잡힌 뒤 죽었다. 이후 라틴 제국의 세력은 한풀 꺾여 발칸반도에 큰 영향력을 발휘하지 못하였다. 이듬해 라틴 제국은 루시온 전투에서 다시 큰 패배를 당했다. 그러나 불가리아의 세력 확장을 두려워한 비잔티움 귀족들이 배신하고 라틴 제국과 동맹을 맺자, 격노한 칼로얀은 동트라키아를 침공하여 10,000여 명의 비잔틴인들을 죽이고 정복지 주민을 도나우강 연안으로 이주시켰다. 또한 1201년에는 바르나를 함락한 이후 주민들을 모두 생매장했으며, 불가록토노스(Bulgaroktonos; 불가리아인의 학살자)라고 불렸던 바실레이오스 2세를 의식하여 스스로에게 '로마인의 학살자'라는 뜻인 로마녹토노스(Romanoktonos)라는 별명을 붙였다.
1207년까지 칼로얀은 제 1차 불가리아 제국 시대에 차지했던 마케도니아 지방의 대부분을 정복하였지만, 부하의 배신으로 암살당하고 말았다. 칼로얀의 여동생의 아들인 보릴이 왕위를 찬탈하였으며, 제위 계승자였던 이반 아센 1세의 아들 이반 아센(후의 이반 아센 2세)과 알렉산더르 형제는 루스의 갈리치-볼린 공국으로 망명하였다. 보릴의 통치기에 봉건 귀족은 다시 자립성을 강화하였으며 중부 마케도니아 지방의 영주들은 반독립적인 상태가 되어 독자적으로 외국과 동맹 관계를 맺었다. 보릴은 초기에는 칼로얀의 노선과 같이 하여 라틴 제국과 적대하였으나, 1214년 로마 교회의 개입으로 라틴 제국과 헝가리와 화의를 맺었다. 이 시기 불가리아는 라틴 제국, 에페이로스 공국, 헝가리에게 영토를 잠식당하였고, 국내에서도 귀족층과 민중들 모두가 보릴에게 불만을 품어 비딘에서는 보릴에 대한 반란이 발생하였다.

#### 이반 아센 2세(1218~1241)

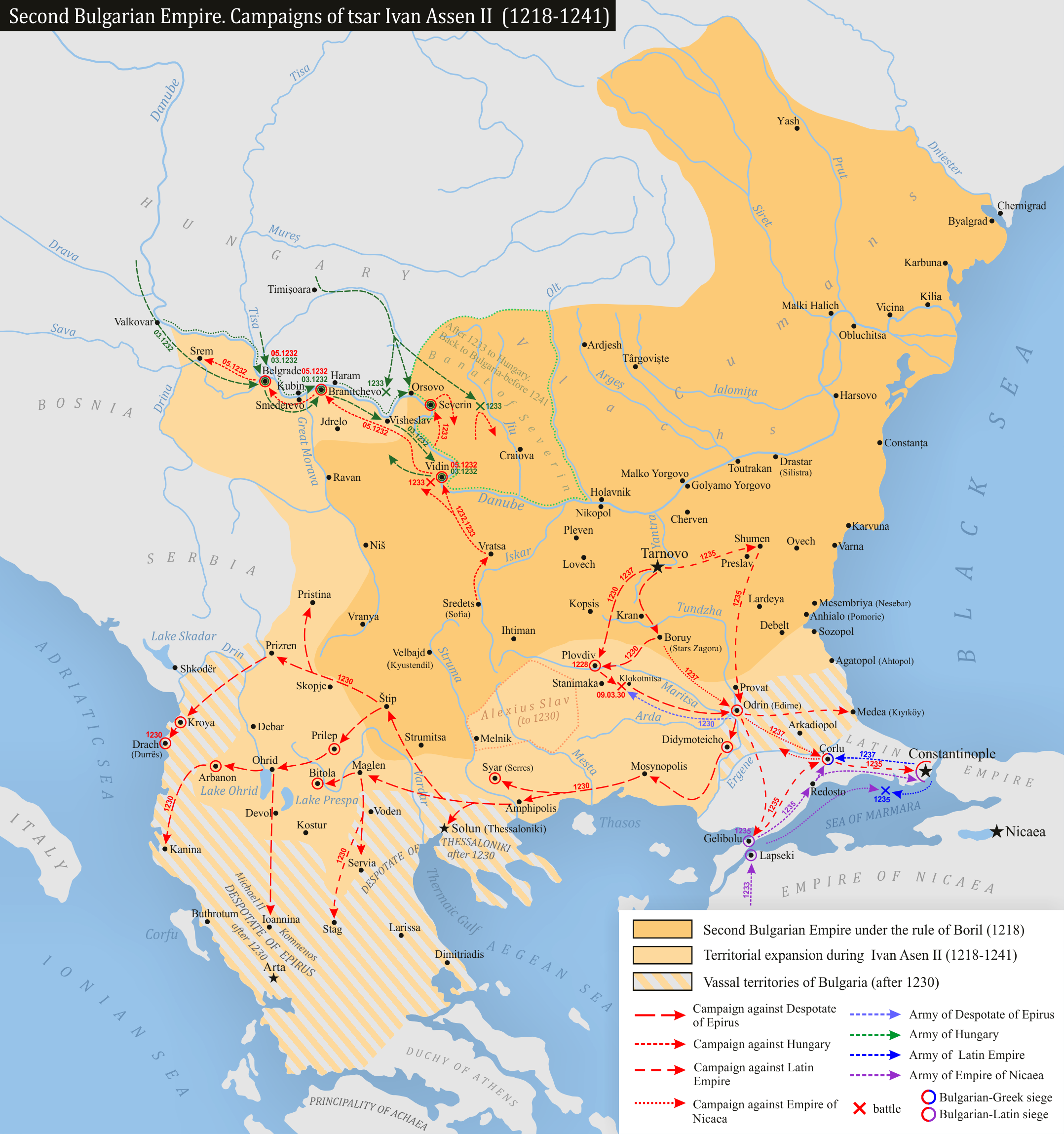
이반 아센 2세 시기의 불가리아.

1217년 이반 아센 2세는 용병을 이끌고 와 보릴에게 도전하였다. 7개월 간의 포위 끝에 보릴이 패배하였고, 이반 아센 2세는 제위를 되찾았다. 그의 시대에 불가리아의 국력은 절정에 이르러 빼앗긴 땅들을 되찾고 아드리아노폴리스와 알바니아까지 영토를 확장했다.
이반 아센 2세의 치세 초반 헝가리와의 결혼 동맹을 통해 베오그라드와 브라니체보를 평화적으로 되찾았다. 1223년 에페이로스 공국이 테살로니키를 점령하면서 발칸 반도 정세의 중심으로 부상하자, 불가리아는 에페이로스와 협정을 맺었다. 한편 에페이로스와 대립하던 라틴 제국의 제후들은 이반 아센 2세에게 어린 황제 보두앵 2세의 후견을 요청하였고 이반 아센 2세는 이를 승낙하여 라틴 제국과 동맹 관계가 성립되었다. 에페이로스의 데스포트 데오도로스 콤네노스 두카스는 맹약을 파기하고 불가리아를 침공하였지만, 1230년 3월 9일 클로코트니챠 전투에서 이반 아센 2세는 대승을 거두었고, 테오도로스를 포로로 사로잡았으며, 에페이로스 공국을 불가리아의 봉신으로 전락시켰다. 클로코트니챠 전투를 통해 불가리아의 강역은 트라키아의 대부분, 로도피 지역, 마케도니아 전역, 알바니아에 이르렀으며, 제 1차 불가리아 제국의 최대 판도와 맞먹는 영역을 지배하는 발칸 반도 제일의 대국으로 떠올랐다.
로마 교회는 불가리아의 견제를 위해 헝가리에게 불가리아 북서부를 공격할 것을 촉구하였으며, 헝가리는 일시적으로 베오그라드와 브라니체보를 획득하였으나 이반 아센 2세의 동생인 알렉산더르에게 격퇴당했다. 이로써 칼로얀 때 성립되었던 로마 교회와의 합작도 파기되어, 1235년 니케아 제국과 반 라틴 제국 동맹을 맺음과 동시에 로마 가톨릭으로부터 독립하여 독립된 수좌주교구(Patriarch) 설치를 인정받았고 이로써 제 1차 불가리아 제국 멸망 이후 사라졌던 불가리아 정교회가 부활하였다.
이반 아센 2세는 현명하고 자애로운 군주로 명성을 얻었으며, 서방 세계, 특히 베네치아와 제노바와 제국의 무역 확대를 위해 교류하였다. 불가리아 제국은 경제적 번영을 누렸으며, 무역 관계가 확대되고 1235년에는 정비된 해군을 보유하였다. 하지만 그의 치세 말년에 몽골 제국이 동유럽을 침공해 루스를 정복하고 폴란드와 헝가리를 혼란에 빠트렸고, 불가리아에도 침공해왔다. 하지만 1241년 이반 아센 2세가 죽은 뒤에야 불가리아 지배자들은 몽골의 위험성을 인식하게 되었다.

### 쇠퇴와 중흥

#### 몽골의 침입과 이바일로의 난(1241~1280)

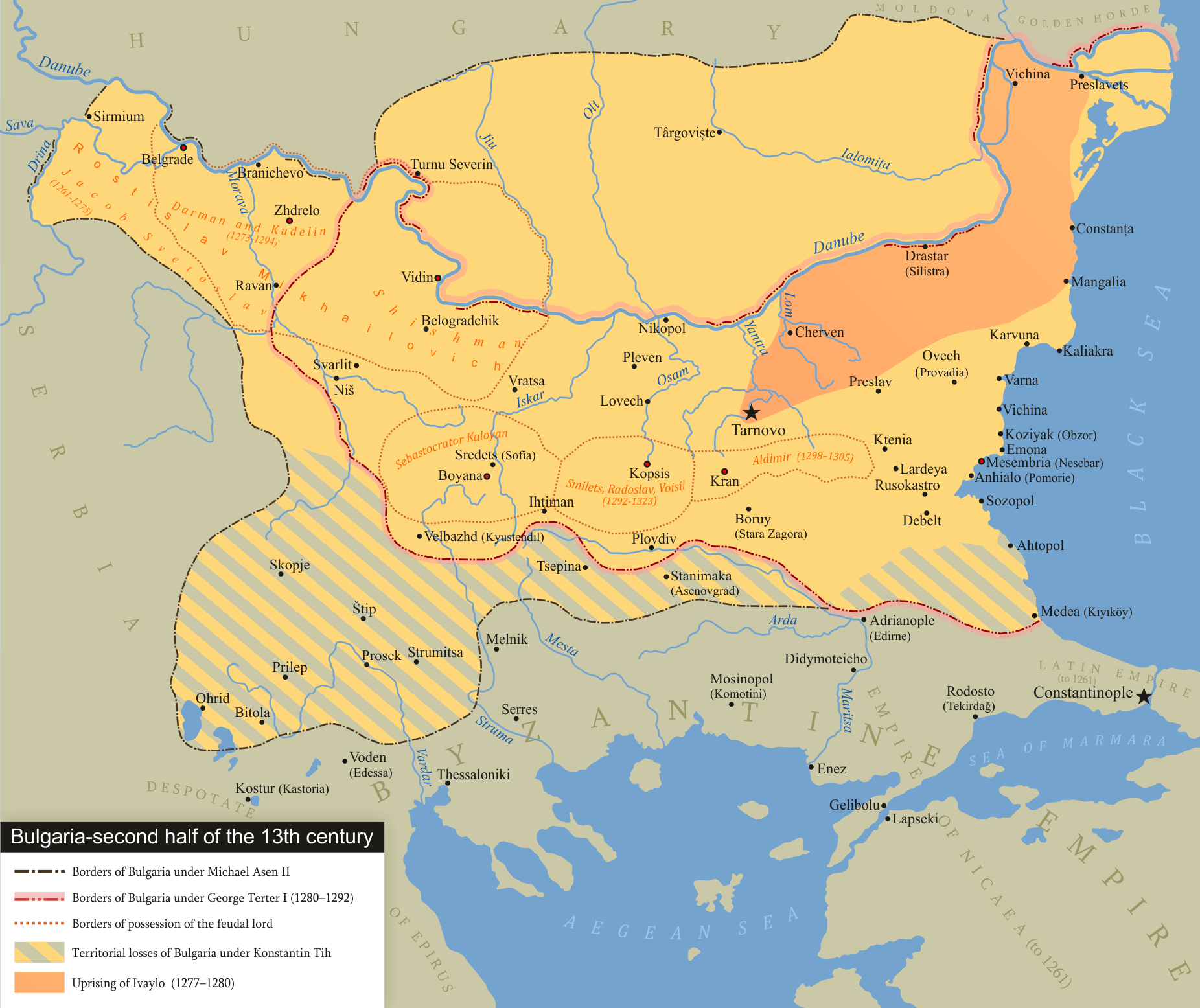
13세기 후반의 불가리아.

이반 아센 2세의 후계자들의 시대에 불가리아는 쇠퇴하기 시작하였다. 이반 아센 2세의 후계자인 칼리만 아센 1세는 어린 아이였기 때문에 더 이상 황제권으로 지방 귀족들의 할거를 막을 수가 없었다. 1242년 몽골의 침입은 불가리아를 황폐화시켰으며, 불가리아는 킵차크 칸국의 칸에게 조공을 바치는 신세가 되었다. 1246년 칼리만 1세가 죽은 후 더 어린 미하일 아센 1세가 즉위하였고, 모후 이레네 콤네나와 왕의 장인 로스티슬라프 미하일로비치 등이 섭정으로 권력을 행사했다. 이 시기 불가리아는 세르비아와 니케아 제국, 헝가리의 도전에 직면하였으며, 니케아 제국은 남부 마케도니아, 로도피산맥 지역과 트라키아의 일부를 병합하였고 헝가리는 베오그라드 지역을 병합하였다. 또한 왈라키아에서 토착 귀족들이 성장하면서 왈라키아에 대한 영향력도 상실하였다. 또한 미하일 아센 1세의 시대에 중앙의 통제력이 약화하면서 소피아에서는 왕의 사촌인 세바스토크라토르 칼로얀, 스코페의 콘스탄틴 티흐와 같은 대귀족들이 독자적인 세력을 형성하였다.
1256년 미하일 아센 1세가 죽자 귀족들은 왕위쟁탈전으로 내분에 휩싸여 1256년과 1257년 사이에 3명의 차르가 바뀌는 등 엄청난 혼란에 빠졌고, 여기에 외침까지 시달리면서 농민들은 전쟁과 약탈로 인해 큰 타격을 입었다. 권력을 장악한 새 황제 콘스탄틴 티흐는 비잔티움 제국과의 관계 안정을 위해 당시 비잔틴 황제인 미카일 8세의 조카 마리아 칸타쿠제나와 결혼하였지만, 안키알로(현재의 포모리에)와 메셈브리아(현재의 네세버르)를 둘러싼 다툼 끝에 다시 관계가 악화되었다. 미카일 8세는 사생아 유프로시네를 킵차크 칸국의 유력자 노가이 칸에게 시집보내면서 킵차크 칸국과 동맹을 맺었고, 1274년 킵차크 칸국은 불가리아를 침공하였다. 결국 불가리아는 안키알로와 메셈브리아를 양도하여야 했다. 또한 콘스탄틴 티흐는 헝가리를 공격했으나 오히려 패배하고 비딘 및 북서부 지역을 빼앗겼다.
콘스탄틴 티흐의 20년 치세 내내 불가리아는 불안정했다. 그의 치세 말년 사냥 도중 다리가 부러진 콘스탄틴 티흐는 정무를 거의 보지 못하였고, 비잔티움 제국 출신의 황후 마리아 칸타쿠제나가 실질적인 권력자로 군림하였다. 국가의 권위가 실추되고 중앙 권력이 약화된 상황에서 불가리아의 무질서는 심화되었고, 군비를 조달하기 위해 민중들에게 부과되는 세금의 양이 늘어났다. 또한 봉건제의 발전으로 인한 영주들의 약탈과 외국의 침략은 농민들의 상황을 악화시켰다. 이러한 상황에서 1277년 도브루자의 돼지치기 이바일로가 '신의 계시를 받았다'고 주장하면서 봉기를 일으켰다. 이바일로의 주도 하에 결성된 의용군은 몽골군을 격파하여 도나우강 이북으로 몰아내었고, 이 승리를 계기로 황제에게 실망해 있던 농민들이 이바일로에게 합류하기 시작하였다. 같은 해 가을 이바일로는 터르노보로 진격하였고, 진군중에 민중들에 의해 황제로 추대되었다. 콘스탄틴 티흐는 의용군과의 전투에서 패배한 뒤 살해당했고, 이바일로는 터르노보를 포위하였다.
비잔티움 제국의 황제 미카일 8세는 이바일로의 반란이 제국 내에 미칠 것을 염려하여 개입할 것을 결정했고, 비잔티움 제국에서 성장한 아센 가문 출신의 이반 아센 3세를 새로운 차르로 내세웠다. 이에 이바일로는 터르노보 정부와 강화를 맺고 콘스탄틴 티흐의 미망인 마리아 칸타쿠제나와 결혼하여 유럽 최초의 농민 황제로 즉위하였다. 하지만 이바일로는 노가이 칸의 정예병과 싸우면서 드러스터르의 요새에 3달 간 포위당하였고, 이에 이바일로가 죽었다는 소문이 퍼졌다. 터르노보의 귀족들이 쿠데타를 일으켜 마리아 칸타쿠제나를 축출하고 이반 아센 3세를 맞아들였다. 하지만 이바일로는 포위를 뚫고 다시 나타나 이반 아센 3세를 지원하는 비잔티움 군대를 두 차례나 격파하였고, 이반 아센 3세는 이에 겁에 질려 비잔티움 제국으로 달아났다. 귀족들은 쿠만족 계통의 귀족 게오르기 테르테르를 새로운 차르로 추대하면서 그를 중심으로 통합되었고, 이바일로와 게오르기 테르테르의 전쟁은 1년 가량 지속되었으나 결국 점점 전쟁에 지쳐가던 기색이 역력하던 이바일로군의 패배로 끝났다. 이바일로는 킵차크 칸국으로 망명하였으나 노가이 칸에게 암살당하였다.

#### 중흥과 벨버즈드 전투(1280~1331)
이바일로를 몰아낸 게오르기 테르테르 1세의 치세에 불가리아는 비딘의 시슈만, 스레드나고라산맥 일대의 스밀레츠, 라도슬라프, 보이실 3형제, 브라니체보의 다르만과 쿠델린 등 반독립 상태의 봉건 영주들이 난립하였고, 왈라키아에는 독자적 국가가 세워졌다. 1285년 킵차크 칸국은 불가리아를 다시 공격하였고, 게오르기 테르테르는 아들 토도르 스베토슬라프를 킵차크 칸국의 인질로 보내고 딸을 노가이의 아들 차카에게 시집보내면서 킵차크 칸국의 속국이 되었다. 1292년 게오르기 테르테르 1세는 몽골의 간섭 속에서 스밀레츠에게 제위를 찬탈당하여 비잔티움 제국으로 망명하였고, 스밀레츠의 치세에도 몽골의 간섭은 계속되었다.
1299년 킵차크 칸국에서도 토흐타가 정변을 일으켜 노가이를 죽이자, 노가이의 아들 차카는 토도르 스베토슬라프와 함께 불가리아로 도망쳤다. 차카는 스밀레츠의 아들 이반을 몰아내고 차르가 되었으나, 1300년 토도르 스베토슬라프에게 살해당하고 그 목은 토흐타에게 보내졌다. 토도르 스베토슬라프는 그 대가로 남부 베사라비아를 할양받았다. 토도르 스베토슬라프의 치세에도 킵차크 칸국과의 관계는 계속되어, 킵차크 칸국의 우즈베크 칸은 1319년부터 세르비아, 비잔티움 제국과의 전쟁을 벌인 불가리아를 지원하여 트라키아를 침공하기도 하였다. 몽골과의 관계는 1341년 우즈베크 칸이 사망하고 나서야 그의 후계자들이 더 이상 팽창 정책을 벌이지 않겠다고 선언함으로써 끝이 났다.
토도르 스베토슬라프는 분열된 불가리아를 다시 통일하여 무너져가는 제국의 중흥기를 열었다. 토도르 스베토슬라프는 비잔티움 제국의 내정 간섭을 막고 귀족들과 고위 성직자들의 반항을 억제하면서 중앙 집권화에 성공하였다. 토도르 스베토슬라프는 자신을 도와주었던 터르노보의 총주교 요아킴 3세를 배신죄를 씌워 처형하였고, 크런 지방에서 독자 세력을 형성하고 있던 게오르기 테르테르 1세의 동생이자 그의 삼촌인 알디미르가 비잔티움 제국과 동맹을 맺어 그에게 대항하자 싸워서 죽였다. 토도르 스베토슬라프는 비잔티움 제국에 대해 공세를 취하여 북부 트라키아와 흑해 연안 지역을 회복하였고, 1308년 비잔티움 제국과 화약을 맺어 이를 인정받았다. 세르비아와는 반 비잔티움 동맹을 맺어 관계가 개선되었고, 1321년 비잔티움 제국에서 내전이 일어나자 토도르 스베토슬라프는 안드로니코스 3세의 편을 들어 영토 확장을 도모하기도 하였다.
14세기 초 몽골군이 철수하면서 유럽에는 안정이 찾아왔고, 불가리아 및 발칸 국가들도 현재의 국경과 비슷한 영역을 형성하였다. 하지만 헝가리와 세르비아의 성장으로 다시금 전운이 감돌기 시작하였다. 1322년 토도르 스베토슬라프가 사망하고 뒤를 이어 즉위한 그의 아들 게오르기 테르테르 2세는 1323년 비잔티움 제국을 침공하여 아드리아노폴리스로 진격하던 도중 급사하고, 이반 아센 2세의 외손녀와 비딘의 데스포트 시슈만 사이의 아들인 미하일 아센 3세가 황제로 즉위하여 시슈만 왕조를 개창하였다. 미하일 3세는 스베토슬라프 대의 정책을 계승하여 비잔티움 제국의 왕위 계승 다툼에 개입하였고, 이후에도 비잔티움 제국과 전쟁을 벌였으나 세르비아의 성장으로 동맹 관계로 전환하였고, 세르비아를 침공하였다. 하지만 1330년 세르비아의 스테판 3세 데찬스키와의 벨버즈드 전투에서 대패하여 그 자신은 전사하고 마케도니아는 분할당하였으며, 데찬스키는 미하일의 아들 이반 스테판을 꼭두각시로 내세웠다. 벨버즈드 전투의 결과로 불가리아는 스베토슬라프 대에 안정되었던 중앙 집권력에 큰 타격을 입었다. 또한 비잔티움 제국의 안드로니코스 3세는 이틈을 타서 동맹을 파기하고 흑해 연안 일대의 메셈브리아와 소조폴 일대를 차지하였다.
불가리아의 귀족들은 이반 스테판을 세르비아의 꼭두각시로 여겼고, 결국 1331년 궁정혁명이 일어나 미하일 시슈만의 조카이자 이반 스테판의 사촌인 로베치의 데스포트 이반 알렉산더르가 즉위하여 정세는 급변하였다. 또한 세르비아에서도 스테판 우로시 4세 두샨이 아버지 스테판 데찬스키를 폐위시켰고, 두샨과 이반 알렉산더르는 발칸 반도에 남슬라브 제국을 건설하려는 같은 구상을 가지고 있었기 때문에 서로 화친하였다.

#### 이반 알렉산더르(1331~1371)

이반 알렉산더르 시기의 불가리아.

이반 알렉산더르는 무려 40년 간 불가리아를 통치하였는데, 그의 치세는 불가리아 중세사의 전환기로 여겨진다. 그의 치세 초기 비잔티움 제국이 차지한 흑해 연안의 불가리아령에서 봉기가 일어나자 이반 알렉산더르는 다시 이 지역을 탈환하였다. 이반 알렉산더르는 1332년의 루소카스트로 전투에서 비잔티움 제국의 안드로니코스 3세를 격파하였으며, 불가리아에 유리한 화약을 맺었다. 이후 자신의 즉위를 반대하면서 반란을 일으킨 미하일 시슈만의 동생이자 자신의 삼촌인 비딘의 데스포트 벨라우르를 공격하여 1336년에 진압하였다.
이반 알렉산더르는 세르비아의 스테판 우로시 4세 두샨과 협력하여 자신의 여동생 엘레나를 스테판 우로시 4세 두샨에게 시집보냈고 스테판 우로시 4세 두샨의 차르 즉위를 인정하면서 세르비아와 협력 관계를 형성하였다. 또한 1339년에는 자신의 딸인 마리아를 비잔티움 제국의 안드로니코스 3세에게 시집보내면서 비잔티움 제국과의 관계도 개선되었다. 1345년 이반 알렉산더르는 왈라키아 출신 황후 테오도라와 이혼하고  1355년과 1356년 사이에는 테오도라와 사이에서 낳은 아들인 이반 스라치미르를 비딘의 데스포트로 임명하였다. 이 시기 대외 관계는 안정되었으나, 벨버즈드 전투 이후 불가리아는 데스포트들의 할거 상태에 빠진 상태였고, 이반 알렉산더르의 치세 동안 도브루자와 왈라키아에는 반독립적인 세력이 형성되어 있었다.
1365년 이반 스라치미르가 통치하는 비딘이 헝가리의 공격을 받아 1369년 이반 알렉산더르가 왈라키아 공국과 도브루자의 협력을 받아 탈환할 때까지 헝가리령이 되었다. 1366년에서 1367년 사이에는 흑해 연안 지역이 사보이의 아마데오 4세의 침공을 받았고, 안키알로와 메셈브리아 등이 비잔티움 제국에 병합되었다.
이반 알렉산더르의 치세에 발칸 반도에 출현한 가장 큰 문제는 동쪽에서 가장 큰 적인 오스만 제국이 진출이었다. 1351년 비잔티움 제국은 불가리아와 세르비아에 오스만 제국에 대항하는 함대 건설을 호소하였지만 동맹은 실현되지 않았다. 1369년 오스만 제국의 술탄 무라트 1세는 아드리아노폴리스를 정복하여 오스만의 실질적인 수도로 삼았고, 남부 불가리아로 진군하여 보루이와 플로프디프를 차지하였다. 이반 알렉산더르는 세르비아와 함께 마케도니아에서 오스만 제국에 대한 연합 작전을 준비하였으나, 1371년 2월 17일 이반 알렉산더르가 사망하였다.

### 멸망
1371년 이반 알렉산더르의 사후 터르노보에서는 넷째 아들 이반 시슈만이, 비딘에서는 이반 스라치미르가 차르를 칭했다. 하지만 불가리아의 운명은 발칸 반도의 양대 강국인 오스만 제국과 세르비아의 동향에 맡겨져 있었다. 이 해 세르비아의 부카신과 오스만 제국이 마리차강에서 충돌하였고, 세르비아군은 괴멸하고 부카신 왕은 전사하였다. 오스만 제국은 이반 시슈만에게 강화 조건 불이행을 이유로 남부 불가리아에 대한 공격을 재개하였고, 1375년 이반 시슈만은 오스만에 대한 신종과 공납을 조건으로 협약을 갱신하였고 이반 시슈만의 여동생 케라 타마라가 무라트 1세에게 시집 보내졌다. 또한 비딘의 이반 스라치미르와 도브루자 데스포트국 등 각지의 봉건 세력들도 오스만의 속국이 되었다. 1378년 오스만 제국은 화약을 파기하고 불가리아를 공격하여 1382년 소피아가 함락당하였다. 세르비아의 라자르 흐레벨랴노비치는 오스만 제국에 대항하는 기독교 세계의 동맹 결성을 호소하였고, 이반 시슈만은 동맹에 합류하였다. 하지만 이반 스라치미르는 오스만 제국에 신종을 맹세하고 오스만 제국을 지원하였다.
1387년 라자르의 연합군은 플로크니크에서 승리를 거두었지만, 이반 시슈만과 도브루자는 오스만 제국의 보복 대상이 되었다. 1388년 오스만 제국의 찬다를리 알리 파샤(Çandarlı Ali Pasha)가 3만 명의 군대를 이끌고 불가리아를 침공하였고, 이반 시슈만은 무라트 1세를 직접 방문하여 신종 서약을 다시 보여 다시 강화를 맺을 수 있었다. 1389년 코소보 전투에서 세르비아군이 대패하였고, 오스만 제국은 불가리아에 대한 직할 통치를 더욱 강화시켜 나갔다. 결국 1393년 오스만 제국은 다시 발칸 반도에 공세를 실시했고, 3달 간의 포위 끝에 터르노보가 함락되었다. 이반 시슈만은 니코폴로 도망쳐 다시 화약을 맺고 영토의 인정을 보존받아야 하였다. 1395년 로비네 전투 이후 오스만 제국은 다시 니코폴을 공격하여 함락시켰고, 이반 시슈만은 투옥당했다. 이반 스라치미르의 비딘 데스포트국은 불가리아에서 유일하게 독립 세력이 되었지만 1396년 헝가리 왕 지기스문트가 니코폴리스 십자군을 일으키자 이반 스라치미르는 신종 맹세를 어기고 십자군에 참가하였으며, 결국 니코폴리스 전투에서 오스만 제국이 승리한 후 비딘도 오스만 제국에게 합병당하였다. 이반 스라치미르는 아나톨리아로 끌려갔고 중세 불가리아 제국은 소멸하고 말았다.
도나우 강 북쪽에는 많은 수의 불가리아 귀족들과 민중들이 남아 있었으며, 이들은 대부분 왈라키아 공령 휘하 기독교 자치령의 관할 구역에 들어갔다. 이 지역에서는 키릴 문자가 여전히 사용되었으며, 왈라키아의 수도였던 트르고비슈테와 같은 예에서 알 수 있듯이 많은 도시들이 불가리아식 이름을 사용했다. 도나우 강 북쪽의 기독교 공령의 귀족들은 계속적으로 그들의 불가리아식 작위로 알려졌으며 그들의 도나우 강 남쪽에 대한 군사 행동의 일환으로 도나우 이남의 불가리아인들이 북쪽으로 이주하는 것을 도왔다. 그리하여 도나우 이북의 불가리아인들은 오스만 제국의 지배에 들어가지 않았으며, 이는 이후 세기에 도나우 이남의 정체성이 살아남는데 도움을 주었다.

## 행정
불가리아의 행정과 사법 제도는 대부분이 비잔티움 제국의 제도와 거의 같은 것이었고, 중세 서유럽의 봉건제와도 유사하였다. 국가의 최고 권력은 '그리스도의 이름으로 신실한 불가리아인의 전제군주'('그리스인'이나 '왈라키아인'이 추가되기도 하였다.)라는 칭호의 황제에게 속하였다. 황제는 심지어 제국 국경을 넘어선 모든 불가리아인의 황제란 것이었다. 모든 입법과 행정의 권력은 황제에게 집중되었다. 만일 상속자의 나이가 어렸다면, 그의 모친인 황후가 섭정을 하였다. 황통이 단절될 경우 대귀족 중에서 황제가 선출되었다.
불가리아의 귀족들은 볼야르(боляр) 혹은 볼야린(болярин)라고 불렸고, 대귀족인 벨리키(велики; Great)와 중소귀족인 말리(мали; Minor)로 구분되었다. 데스포트와 세바스토크라토르와 같은 대귀족들은 황제와 버금가는 지위를 누렸고, 대귀족들은 중앙과 지방의 고위 관직을 독점하였다. 귀족들의 의회에는 대귀족과 총대주교를 포함하였다. 그들의 임무는 전쟁 선포, 동맹 체결, 평화 조약과 같은 내외적인 정책에 대해 논의하는 것이었다. 최종 결정권은 황제에게 있었다. 때때로 이단에 대한 비난 논의를 위해 성직자도 귀족도 아닌 일반민들이 참석하기도 하였다. 일반민들의 유일한 권리는 귀족들에 의해 결정된 사안에 대한 동의뿐이었다.
불가리아 제국의 주요한 행정 단위는 호라(хора)였으며, 호라는 더 작은 행정 단위인 카테파니카(카테파니콘)로 나뉘었다. 이반 아센 2세 시대의 호라는 다음과 같은 12개 지역으로 구분되어 있었다.
- 베오그라드
- 브라니체보
- 터르노보
- 카르버나
- 크런
- 보루이
- 오드린
- 스코페
- 데볼
- 세르디카
- 프릴레프
- 아르바나시

## 사회
제 2차 불가리아 제국은 봉건 제도 위에 구축된 제국이었다. 비잔티움 제국 시대때부터 프로노이아 제도가 시행되면서 시작된 봉건화는 중앙 권력의 약화와 함께 촉진되었다. 대 봉건 영주 계급이 토지의 대부분을 소유하여 큰 세력을 누렸고, 쿠만족 출신의 귀족 시슈만은 게오르기 테르테르 1세에게 비딘의 데스포트 직위를 받아 북서부 불가리아 지역에 독자적인 국가를 건설할 정도였다. 그 외에도 많은 대귀족들 뿐만 아니라 토지와 재산을 기부받은 교회와 수도원까지 대토지를 소유하였다.
중세 불가리아 사회는 봉건 세력과 농민을 비롯한 종속민으로 분화하였다. 중간 계급으로는 도시의 상인과 장인, 하위 성직자와 수도사, 관료와 병사들이 자리하였으며, 약간의 노예도 존재하였다. 봉건 세력은 황제와 귀족 같은 세속 권력자와 고위 성직자와 같은 교회 귀족으로 나뉘었고, 하위 계급 중에서 봉건 세력이 되는 경우도 있었다. 불가리아의 토지 소유 형태는 황제령, 봉건영주령, 교회령, 수도원령으로 4분되었다. 황제령과 봉건제후령은 일정한 범위에 영지가 모여 있었으나 교회령과 수도원령은 하나의 사원이 소유한 토지는 국가 내에 분산되어 있었고, 지배 지역에는 주택, 경작지, 수차 등의 시설이 포함되어 있었다. 당시 광범위한 토지를 소유한 사원은 힐란다르 수도원, 릴라 수도원, 바흐코보 수도원 등이 있었다. 봉건 영주는 도시에도 개입하여 도시의 상인이나 장인도 봉건 영주의 압박을 받았다.
봉건 세력의 대토지 소유와 함께 농민들의 농노화도 진행되었다. 농노들은 봉건 영지 내에서 경작 토지의 상속, 매매, 증여는 가능하였지만 다른 곳으로 이주하는 것은 인정되지 않았다. 봉건 세력이 농민에 부과한 세금은 부역과 공납 이외에도 시대가 진행되면서 화폐의 납부가 추가되었다. 농민은 곡물세, 가축세, 교회세, 가옥세 등의 정규세를 비롯하여 삼림, 연못, 제분소 비용에 따른 많은 비정규적인 과중한 세금의 부담을 지고 있었다. 14세기에 이르러 민중들의 상황은 더욱 악화되었고, 오스만 제국의 침공으로 발칸 산맥 이북 지역으로 이주하는 사람들도 늘어났다. 사회적 불안의 증가로 인해 이단이 횡행하였고, 수도사가 되는 사람도 증가하였다. 또한 토지와 재산을 잃은 민중들은 비적이 되기도 하였고, 이들은 봉건 세력의 영지를 습격하기도 하였다.

## 경제

### 농업
중세 불가리아의 경제는 농업, 광업, 전통적 수공업, 무역에 의존하는 형태로 다른 유럽 지역과 크게 다르지 않았다. 제 2차 불가리아 제국의 산업은 농업과 축산업 중심이었고, 농경지는 이포제가 실시되었다. 제국의 가장 주요한 농업 지대는 도나우 강 평원 지대와 트라키아 지역이었고, 주로 재배되는 작물은 밀, 보리, 수수였다. 13세기부터 야채, 과수, 포도의 중요성이 증가하였다. 가장 중요한 와인 생산 지대는 흑해 연안과 스트루마 강 일대의 남마케도니아 지역이었다. 목축업 역시 발달하여 많은 양, 돼지, 소가 키워졌다. 목초지는 계곡 일대를 겨울 목초지, 산간 지역을 여름 목초지로 구분하였다. 14세기에는 양봉과 양잠업이 발달하였다. 숲은 벌목이 허용된 지역과 금지된 구역이 구분되었다.
당시 불가리아의 특산품으로는 곡물, 양봉 산물(벌꿀, 밀랍), 실크 제품, 가죽 제품 등을 들 수 있다. 그 중에서도 콘스탄티노폴리스, 제노바, 베네치아 등에 수출된 밀의 품질은 높은 평가를 받았다.

### 수공업
12세기에서 14세기까지 불가리아에서는 금속제련과 광업이 발달하였다. 불가리아의 대장장이들은 망치, 도끼, 톱, 베틀 등과 무기, 갑옷 등을 생산하였다. 13세기 광석 추출을 더 효율적으로 만들고 새로운 채굴 방법을 개발한 작센의 광부들이 서부 불가리아에 나타났다. 그들은 로도피 산맥 동부의 금광에 거주하였다. 중세 불가리아에는 대략 50여 개의 수공업 직종이 알려져있으며, 가죽공, 신발공, 목수, 방직공 등과 식량 가공업자(빵, 버터, 치즈, 와인)들이 알려져 있다. 또한 터르노보, 플레벤, 소피아 등을 중심으로 공성 병기의 개발도 이루어졌고, 군대에는 숙련된 기술자가 배치되어 있었다.

### 상업과 무역
불가리아 제국의 영토 확장에 따라 경제력도 성장하였고, 국가적으로 수출을 장려하였다. 또한 국내외 무역의 활성화는 화폐 유통을 촉진하였다. 이반 아센 2세의 시대에 불가리아는 외국과의 통상을 확대하였으며 터르노보는 남동부 유럽의 무역 중심지로 번영하였다. 무역의 확대와 함께 불가리아 화폐 뿐만 아니라 비잔티움 제국, 베네치아, 세르비아, 몽골 등 외국 화폐도 유통되었다.  중세 불가리아의 상거래의 중심은 축제와 함께 열리는 특별 시장과 정기 시장이었다. 또한 도시에는 상설 시장이 놓여졌고 일부 마을과 수도원에도 매주 시장이 열렸다. 봉건 세력은 상업에 대해 세금과 공납을 부과했지만 일부 수도원은 면세 특권을 받았다.
외국과의 무역 체결은 황제의 칙서에 의해 통제되었다. 대외 무역의 비중은 1차 제국과 대비하여 비잔티움 제국의 지위가 내려갔고, 베네치아, 제노바, 두브로브니크가 대두하였다. 토도르 스베토슬라프 시대에는 몽골의 간섭에서 벗어나면서 대외 관계에 변화가 생겼는데, 제노바와의 관계가 악화하면서 베네치아와의 관계가 강화되었다. 13세기에는 외국 상인에게 관세가 부과되지 않았지만, 14세기부터 부과되기 시작하였다.

## 문화

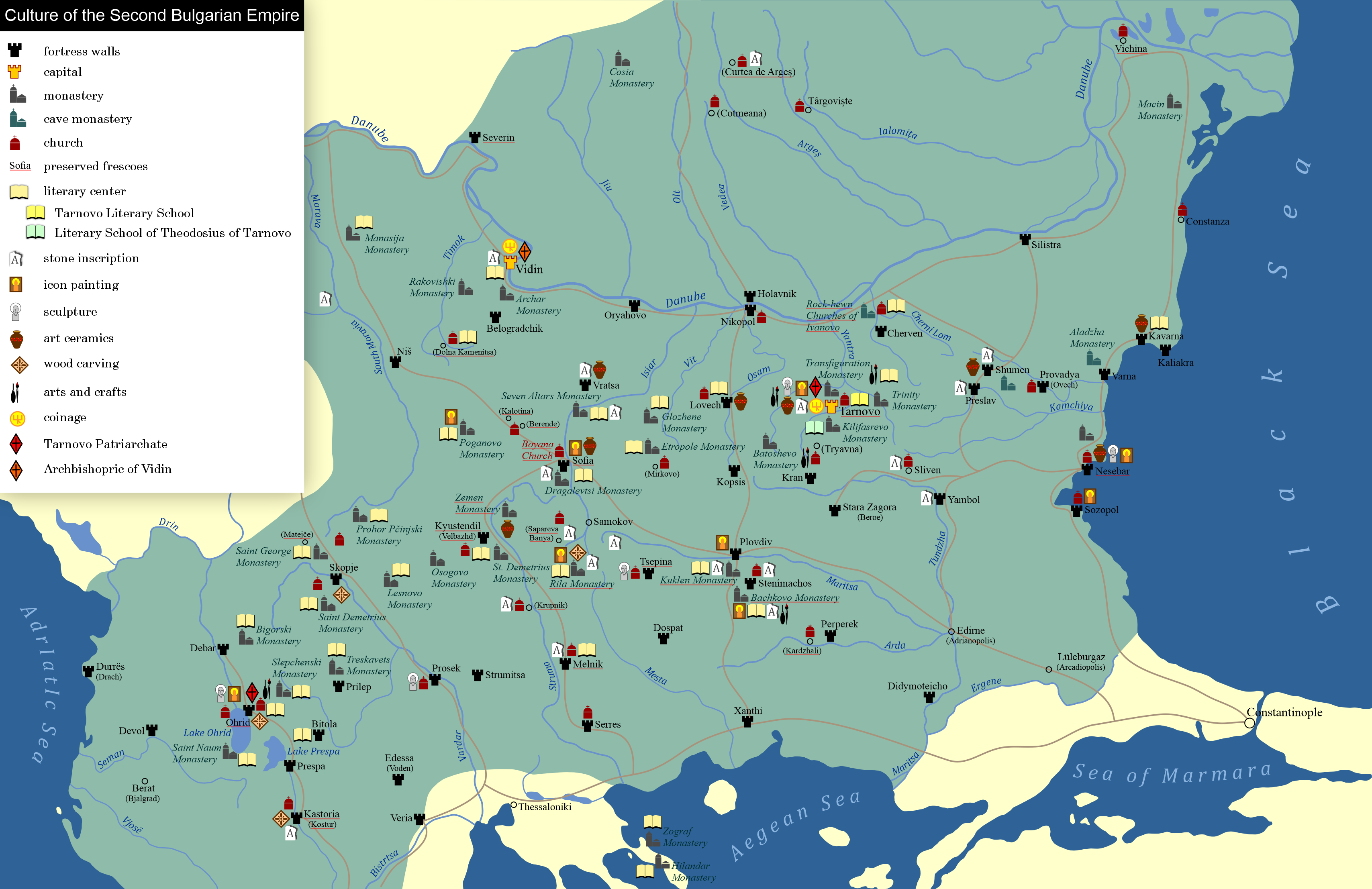
제 2차 불가리아 제국의 문화.

13세기와 14세기에 불가리아는 번영하는 문화 중심지가 되었다. 터르노보 예술 학교의 번영은 궁전과 교회 건축, 궁중과 수도원에서의 문예 활동, 수공업의 발달과 관련되어 있었다. 특히나 차르 이반 알렉산더르의 치세에 들어 불가리아는 문화적 르네상스를 맞아 시메온 대제 시대의 황금기의 뒤를 이어 두번째 황금기라 불릴 정도로 문화적 전성기를 누렸다. 수도 터르노보는 왕궁과 교회 건물, 귀족 저택이 즐비하여 불가리아의 가장 아름답고 부유한 도시 중의 하나로서 중세 시대의 대표적 예술 도시로 꼽혔다.

### 건축
교회 건축은 13세기부터 서구의 영향을 받아 종탑이 세워졌다. 동방 정교회의 순교자와 성인들의 유물들 역시 수도 터르노보의 많은 성당들에 보존되어 있어, 터르노보는 '제 2의 콘스탄티노폴리스'라는 별칭까지 얻었다. 대표적인 교회 건축물로는 터르노보의 성 40 순교자 성당(църква "Св. Четиридесет мъченици"), 보야나 성당(Боянска църква), 이바노보의 바위 성당(Ивановски скални църкви) 등이 있다. 불가리아인들은 신을 향한 겸손과 존경의 표시로 대개 작은 문을 가진 작은 성당을 건축하였다. 그들은 벽감을 화려하게 장식하였으며, 벽돌, 석조, 도자기에 다양한 기하학적 패턴을 새겨 넣었다. 그러면서 성당 내부에 13세기부터 교회법으로 금지되었던 프레스코화를 그려넣었으며 점차 현실적으로 되었다.

### 도시

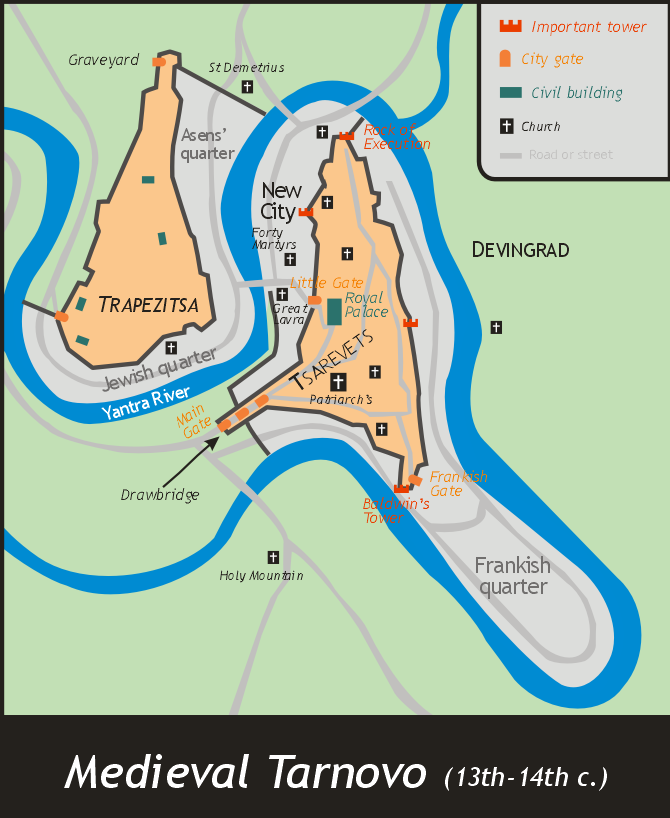
중세 터르노보.

중세 불가리아의 도시는 언덕에 지어진 요새와 산기슭에 펼쳐진 주거 지역 및 상점들로 구성되었다. 터르노보, 소피아, 비딘, 바르나, 플로프디프, 스코피에, 소조폴, 안키알로(현 포모리에), 메젬브리아(현 네세버르), 드러스터르(현 실리스트라) 같은 도시들이 성장하여 무역의 중심지로 번영하였고, 제3차 십자군 당시의 기록에 따르면 여기서는 인구가 대단히 조밀하여 요새지로 종종 이용되었다고 한다.  요새는 천험의 땅에 건설되었고, 요새 안에는 영주의 저택, 교회, 병영 등이 존재하였다. 그러한 도시의 요새와 거주지의 구조는 수도 터르노보를 기반으로 하였다.
터르노보는 마을 전체가 성벽으로 둘러 싸여 있었고, 언덕에는 차레베츠, 트라페지차 등의 요새와 요새화한 수도원이 세워졌다. 가장 높은 곳에 차레베츠 요새가 구축되었고 내부에는 궁전, 수좌주교구 교회, 귀족들과 그들의 하인들의 거주구들이 세워져 있었다. 도시 거주민은 봉건 귀족, 도시 부상들, 수공업자, 노동자 등으로 다양하였으며, 하층민들은 성 밖 얀트라강둑에 거주하였다. 민중들은 반수혈식 주택, 돌벽과 초가 지붕으로 이루어진 주택, 돌로 지어진 이층 주택, 목조 주택 등 다양한 유형의 집에서 생활했다.
14세기 중반 이후 릴라 수도원의 흐렐류 탑과 같이 많은 수도원들은 오스만 제국의 침입 하에 요새화하였다. 이러한 요새들은 도나우 강, 발칸 산맥, 로도피 산맥, 흑해 연안을 따라 완벽한 방어 네트워크를 형성하였다. 핵심적인 요새는 터르노보였으며, 비딘, 실리스트라, 체르벤, 레베츠, 소피아, 플로프디프, 류티챠, 우스트라 등에 많은 성들이 세워졌다.

### 종교
제 2차 불가리아 제국 시기 불가리아에서는 이단도 널리 퍼져 있어 제 1차 불가리아 제국 시기부터 등장하였던 보고밀주의가 세력을 늘려 나갔다. 차르 보릴 시대에 차르의 통치에 불만을 품은 민중들 사이에서 보고밀주의가 유행하여 1211년 2월 터르노보 의회는 보고밀주의에 이단 선고를 내려 그들을 박해하였다.
하지만 불가리아 사회에 정착한 보고밀주의의 근절은 힘들었기 때문에 정치적으로 안정된 이반 아센 2세 시대에 이에 대한 탄압은 완화되었다. 14세기 들어 보고밀주의는 민중들을 중심으로 확산하였고 다양한 종파가 탄생하였다. 하지만 이후 이반 알렉산더르 시기의 두차례 종교 회의에서는 보고밀주의 이외에도 유대교 등을 이단으로 규정하고 탄압하였다.
귀족층에서는 14세기 중반 비잔티움 제국에서 제창된 신비주의적 경향의 헤시카주의가 유행하였다. 헤시카주의는 정교회의 가르침과 조화를 이루는 점도 있었기 때문에 정교 교리에 편입되어 지배층과 밀접한 관계를 가졌다. 헤시카주의는 이단, 부패한 성직자, 로마 교회와의 통합에 대한 비판 수단으로서 기능하고, 문학과 예술의 발전에도 공헌했다. 불가리아에서는 터르노보의 테오도시와 그의 제자 에브티미가 대표적인 헤시카주의자였다.
14세기의 새로운 수도원들은 차르 이반 알렉산더르의 후원 하에 발칸 산맥의 북쪽 경사 지역, 특히 터르노보 근처의 '신성한 숲'으로 알려진 곳에 세워졌다. 제국 내의 많은 수도원들은 불가리아 사회의 문화적, 교육적, 정신적 중심지였다. 수도원의 부속 학교와 대도시에 있는 교회 부속 학교는 성직자와 서기관의 육성을 목적으로 청년층에 대한 읽기 및 쓰기 교육이 이루어지고 있었다. 또한 터르노보, 아토스산 수도원, 콘스탄티노폴리스 등에서 교육 받는 사람도 있어 당시의 불가리아에서 실시 된 교육은 높은 수준에 있었다. 현존하는 불가리아 제국의 사본에서 볼 수 있는 정교한 서법과 맞춤법은 당시 행해지고 있던 교육의 산물이었다.

### 문학
중세 불가리아에서는 과거에 그려진 전례서와 잡록의 번역 및 필사본의 생성이 활발했다. 이러한 필사본에서는 서체, 편집, 도안, 제본 등에 있어 지극히 묘사적인 기교가 발달하였다. 14세기에 이르러 불가리아 문학은 전성기를 맞아 전례서가 증가하고 전통 문학이 발달하였다. 이 시기 대표적인 작품으로는 마나세스 연대기 번역본, 이반 알렉산더르의 네 복음서, 토미치 시편, 소피아 시편 등이 유명하다. 이러한 문예 활동은 성직자들을 중심으로 발전하였고 터르노보와 아토스산이 중심지로 기능하였다. 터르노보의 불가리아 총대주교였던 에브티미는 중세 불가리아의 대표적인 문예가로 꼽히며 그는 전기, 찬사, 편지, 교회 규칙서 등 넓은 분야에서 집필 활동을 하면서 자신의 웅변적인 문체를 탄생시켰다. 14세기 후반에서 15세기에는 에브티미의 제자들이 활약하여 불가리아의 멸망 후 그의 저작들이 러시아, 세르비아, 왈라키아 등에 전파되었다.

### 미술
제 2차 불가리아 제국 시기의 미술은 중세 초기 불가리아 미술은 중세 초기 이래의 불가리아 미술의 전통을 계승하면서 비잔티움 미술의 강한 영향을 받았고, 서구 미술의 요소도 도입되었다. 릴라 수도원 등 중세에 지어진 불가리아 교회에는 당시의 회화가 현존하며, 그 중에서도 1259년 보야나 교회의 장식 벽화는 예술품으로서 높은 평가를 받고 있다. 또한 책 채색과 삽화에 사용된 세밀화도 발달하여 이반 알렉산더르의 네 복음서에는 366점의 세밀화가 포함되어 있어 중세 유럽의 작품 중에서도 화려한 것으로 꼽히고 있다.

## 같이 보기
- 불가리아의 역사
- 불가리아의 군주

## 참고 자료
- Bakalov, Georgi; Milen Kumanov (2003). Elektronno izdanie – Istorija na Bǎlgarija (in Bulgarian). Sofia: Trud, Sirma.
- Božilov, Ivan (1985). Familijata na Asenevci (1186–1460) (in Bulgarian). Sofia.
- Canev, Stefan (2006). Bǎlgarski hroniki (in Bulgarian). Sofia, Plovdiv: Trud, Žanet 45.
- Delev, Petǎr; Valeri Kacunov, Plamen Mitev, Evgenija Kalinova, Iskra Baeva, Bojan Dobrev (2006). Istorija i civilizacija za 11. klas (in Bulgarian). Trud, Sirma.
- Fine, Jr., John V.A. (1991). The Early Medieval Balkans. Ann Arbor: University of Michigan Press.
- Fine, Jr., John V.A. (1987). The Late Medieval Balkans. Ann Arbor: University of Michigan Press.
- Bǎlgarite i Bǎlgarija (in Bulgarian). Ministry of Foreign Affairs of Bulgaria, Trud, Sirma. 2005.
- Wolff, Robert Lee (1949), "The "Second Bulgarian Empire". Its Origin and History to 1204", Speculum 24 (2): 167–206
- 井上浩一、栗生沢猛夫『ビザンツとスラヴ』（世界の歴史11, 中央公論新社|中央公論社, 1998年2月）
- 金原保夫「中世のバルカン」『バルカン史』収録（柴宜弘編, 世界各国史, 山川出版社, 1998年10月）
- 尚樹啓太郎『ビザンツ帝国史』（学校法人東海大学出版会|東海大学出版会, 1999年2月）
- 寺島憲治「アセン兄弟の蜂起」『東欧を知る事典』収録、9頁（平凡社, 2001年3月）
- 寺島憲治「イバイロの蜂起」『東欧を知る事典』収録、32-33頁（平凡社, 2001年3月）
- 森安達也、今井淳子共訳編『ブルガリア 風土と歴史』（恒文社, 1981年）
- R.J.クランプトン『ブルガリアの歴史』（ケンブリッジ版世界各国史, 創土社, 2004年2月）
- I.ディミトロフ、M.イスーソフ、I.ショポフ『ブルガリア 1』（寺島憲治訳, 世界の教科書=歴史, ほるぷ出版, 1985年8月
- 이정희, 동유럽사, 대한교과서주식회사, 2005년.
- 게오르크 오스트로고르스키 著, 한정숙, 김경연 譯, 비잔티움 제국사, 1999년.